# Podstolowie krakowscy
Podstoli krakowski – podstoli ziemski, pełniący urząd w województwie krakowskim .

## Lista podstolich krakowskich
| Imię i nazwisko              | Okres urzędowania | p.            |
| ---------------------------- | ----------------- | ------------- |
| Jan                          | 1319              | [ 1 ]         |
| Ostasz Firlej                |                   | [ 1 ]         |
| Andrzej                      |                   | [ 1 ]         |
| Dobiesław Kurozwęcki         | 1345              | [ 1 ]         |
| Dobiesław                    | 1345              | [ 1 ]         |
| Mikołaj Chmielecki           | 1350              | [ 1 ]         |
| Przedbor Bąk                 | 1364              | [ 1 ]         |
| Piotr Szafraniec             | 1364              | [ 1 ]         |
| Piotr Szafraniec             | 1398              | [ 1 ]         |
| Andrzej Tęczyński            | 1408              | [ 1 ]         |
| Gniewosz Gniewosz            | 1410              | [ 1 ]         |
| Mikołaj Lanckoroński         | 1435−1436         | [ 1 ]         |
| Dersław Gniewosz             |                   | [ 1 ]         |
| Krzysztof Szydłowiecki       | 1497              | [ 1 ]         |
| Maciej Drzewicki             | 1509              | [ 1 ]         |
| Piotr Chlewicki              | 1511              | [ 1 ]         |
| Jan Opaliński                | 1534              | [ 1 ]         |
| Mikołaj Cikowski             | 1547              | [ 1 ]         |
| Piotr Szreniawa              | 1588−1594         | [ 2 ] [ 3 ]   |
| Stanisław Garnisz            |                   | [ 1 ]         |
| Hieronim Dembiński           | 1603              | [ 1 ]         |
| Piotr Bylina                 | 1603              | [ 1 ]         |
| Samuel Dembiński             | 1604−1618         | [ 4 ]         |
| Jan Łowczowski               | 1618              | [ 1 ]         |
| Jan Leszczyński              | 1661              | [ 1 ]         |
| Pakosław Lanckoroński        | 1672              | [ 5 ]         |
| Zygmunt Schwarcenberg-Czerny |                   | [ 1 ]         |
| Adam Biskupski               |                   | [ 1 ]         |
| Tobiasz Morsztyn             | 1660              | [ 1 ]         |
| Krzysztof Ścibor-Chełmski    | 1663              | [ 1 ]         |
| Józef Konarski               |                   | [ 1 ]         |
| Stanisław Maj                | 1689–1697         | [ 6 ] [ 7 ]   |
| Aleksander Grabkowski        | 1697–1707         | [ 8 ] [ 9 ]   |
| Stanisław Chwalibóg          | 1710–1720         | [ 10 ] [ 11 ] |
| Józef Antoni Michałowski     | 1720–1735         | [ 12 ] [ 13 ] |
| Stanisław Łętowski           | 1735–1759         | [ 14 ] [ 15 ] |
| Antoni Michałowski           | 1759              | [ 1 ]         |
| Franciszek Komecki           |                   | [ 12 ] [ 13 ] |
| Franciszek Rychter           |                   | [ 1 ]         |
| Franciszek Rychter           |                   | [ 1 ]         |
| Franciszek Rychter           | 1765–1773         | [ 16 ] [ 17 ] |
| Franciszek Witalis Żeleński  | 1773–1780         | [ 18 ] [ 19 ] |
| Prandota Onufry Ożarowski    | 1780              | [ 20 ] [ 21 ] |
| Franciszek Bystrzonowski     | 1786              | [ 1 ]         |
| Jerzy Prandota Ożarowski     | 1789–1793         | [ 22 ] [ 21 ] |
| Karol Głębocki               | 1793              | [ 1 ]         |
| Feliks Skorupka              | 1794–1795         | [ 23 ] [ 22 ] |